# Dârvari, Prahova
Dârvari este un sat în comuna Valea Călugărească din județul Prahova, Muntenia, România.